# Jeroen Drost
Jeroen Drost (født d. 21. januar 1987 i Kampen, Holland) er en hollandsk fodboldspiller.
Drost spiller på venstre-back positionen. SC Heerenveen er hans første professionelle klub, og i hans første sæson spillede han allerede 13 kampe. I slutningen af hans første sæson, 2005, blev han valgt af Foppe de Haan at spille for hollands U-20 hold, som det år blev spillet i Holland.
Jeroen Drost's tvillingebror spiller for Excelsior. Han hedder Henrico Drost.

## Karriere
| sæson   | klub          | land    | liga       | kampe | mål |
| ------- | ------------- | ------- | ---------- | ----- | --- |
| 2004/05 | SC Heerenveen | Holland | Eredivisie | 13    | 0   |
| 2005/06 | SC Heerenveen | Holland | Eredivisie | 25    | 0   |
| 2006/07 | SC Heerenveen | Holland | Eredivisie | 9     | 0   |
| Totalt  |               |         |            | 47    | 0   |